# Naeil-dong
Naeil-dong (koreanska: 내일동) är en stadsdel i staden Miryang i provinsen Södra Gyeongsang i den sydöstra delen av Sydkorea, 280 km sydost om huvudstaden Seoul.